# سوسک‌های درخت زخمی
سوسک‌های درخت زخمی (نام علمی: Nosodendridae) نام یک تیره از بالاخانواده مته‌سوسک‌واران است.